# 13492 Vitalijzakharov
13492 Vitalijzakharov este un asteroid din centura principală de asteroizi.

## Descriere
13492 Vitalijzakharov este un asteroid din centura principală de asteroizi. A fost descoperit pe 27 decembrie 1984 la Observatorul de Astrofizică din Crimeea de Liudmila Karacikina. Asteroidul prezintă o orbită caracterizată de o semiaxă mare de 2,36 ua, o excentricitate de 0,14 și o înclinație de 6,5° în raport cu ecliptica.